# 菊池俊輔
菊池俊輔（日语：／ Kikuchi Shunsuke，1931年11月1日—2021年4月24日），日本作曲家，出生於青森縣弘前市，日本大学藝術系畢業。其主要從事動畫、電視劇、電影方面的配樂工作。

## 生平
自1961年起，負責東映的電影配樂，電影類型以時裝劇、日本古裝武俠片、特攝為主。
1960年代後半起，為東映的《キーハンター》、《アイフル大作戦》、《バーディ大作戦》、《Gメン'75》等電視劇，大映的《なんたって18歳!》、山口百惠主演的《赤色》系列、《スチュワーデス物語》、特攝節目、動畫節目等創作音樂。
1980年代以後，為日本古裝劇《暴坊將軍（暴れん坊将軍）》、《若大将天下ご免!》、《長七郎江戶日記》等受歡迎節目創作音樂。
2021年4月24日，因吸入性肺炎而在東京都內的療養機構中去世，享年89歲。

## 作品特徵
菊池俊輔音樂作品特徵包括16 beat、明顯的東方五音怨曲。和渡邊宙明以高音作結的主題曲作品相比，菊池俊輔多以長長的高音的音階結束作品。
除了朝日電視《哆啦A夢》的主題曲和劇中背景音樂多是慢板之外，《假面騎士》、《暴坊將軍》等作品多是12/8拍的輕快作品。
他自己作曲的「レッツゴー!ライダーキック」、《假面騎士》、《多拉A夢》等，以及由他作曲或編曲的有名動畫和特攝片集的主題歌的純音樂版。
《哆啦A夢》、《假面騎士》系列、《七龍珠》、《七龍珠Z》等的動畫、特攝片，《暴坊將軍》、《長七郎江戸日記》等的時代劇，《キイハンター》、《Gメン'75》一連串TBS電視台在星期六九時播映的動作片和《赤的疑惑》系列等。
因他負責配樂的節目既是受歡迎的長壽節目系列，播放期間長和次數又多，因此，他的音樂作品也為人們熟悉。有人說「由菊池俊輔負責音樂的話、節目就會受歡迎」
菊池俊輔也擅長編曲。

## 對國際文化的影響
# 配合動畫播放，菊池俊輔的音樂吸引外國兒童和青少年唱日本語主題曲與學習日本語。
# 外國青少年長大後也選用菊池俊輔的音樂作為手提電話鈴聲。

### 外國版本

#### 《哆啦A夢之歌》
哆啦A夢主題曲：菊池俊輔作曲，楠部工作詞，大杉久美子演唱。國語版《小叮噹》由邱芷玲填詞，范曉萱主唱。

#### 《畫叮噹》《ドラえもん・えかきうた》
日本語原版：菊池俊輔作曲編曲，楠部工填詞，大山羡代演唱
- 粵語版

香港：早期 香港廣東話版本:《叮噹》、《畫叮噹》
香港：後期 陳慧琳唱的香港廣東話版本。

#### 《假面騎士》
「レッツゴー!!ライダーキック」（菊池俊輔作曲、編曲，石森章太郎填詞）
- 國語版：「加油吧！閃電騎士之歌」

台灣：1976年《閃電騎士大戰地獄軍團》所改編之國語版本。
- 粵語版

香港：早期：1975年鄭錦昌唱的香港粵語版本。
香港：後期：1998年羅嘉良、張可頤主唱的香港粵語版本。

#### 《Dr.スランプ》（）（港譯：IQ博士）
菊池俊輔作曲編曲
- 粵語版

香港：梅艷芳唱的香港粵語版本。

## 代表作品
註：由於台港中星馬澳的中文譯名不同,特別列出日本語原本曲名。

### 動畫歌曲
- 太陽の子
- 宇宙パトロールホッパ《宇宙っ子ジュン》）
- ウリクペン救助隊
- 虎面人、虎面人二世
- 新造人間キャシャーン
- てんとう虫の歌
- ドカベン
- 破裏拳ポリマー
- （バビル2世）
- （ラ・セーヌの星）
- 蓋特機器人、蓋特機器人G
- 鬥將大武士
- 大空魔龍（香港譯名：宇宙飛龍）
- 氷河戦士ガイスラッガー
- 金剛戰神（UFOロボ グレンダイザー）（JASRAC賞外國部門和国際部門受賞）
- 天方夜譚（アラビアンナイト シンドバットの冒険）
- 哆啦A夢（朝日電視版動畫；大山のぶ代版；至2005年3月18日止）
- Q太郎（天地総子版）
- 機動戰士∀GUNDAM
- ウルトラB
- 奇天烈大百科
- ハイスクール!奇面組
- （Dr.スランプ アラレちゃん）
- 七龙珠
- わが青春のアルカディア 無限軌道SSX
- 宇宙小超人
- 新聖魔大戰（香港譯名：《新仙魔大戰》）

### 特攝歌曲
- 假面騎士（假面騎士Black之前的大部份作品）
- バロム・1|超人バロム・1
- 変身忍者 嵐
- 兄弟拳バイクロッサー
- アイアンキング
- 電人查勃卡（電人ザボーガー）
- 巨人力霸王／火星人（ジャンボーグA）
- アンドロメロス
- ロボット刑事
- 鉄人タイガーセブン
- がんばれロボコン（港譯：小露寶）
- ボイスラッガー

### 電視劇集歌曲
- キイハンター（龍虎群英）
- アイフル大作戦
- バーディー大作戦|バーディ大作戦
- Gメン'7（香港譯名：猛龍特警隊）
- 白い牙
- クレクレタコラ
- 拖卡野郎（トラック野郎 望郷一番星）
- 遠山の金さん（杉良太郎版）
- 暴坊將軍（暴れん坊将軍）
- 長七郎江戸日記
- 江戸特捜指令
- 荒野の素浪人
- 荒野の用心棒
- 赤い疑惑（香港譯名：赤的疑惑）
- 赤い衝撃（香港譯名：赤的衝擊）
- スチュワーデス物語
- 不良少女とよばれて
- スクール☆ウォーズ
- トップスチュワーデス物語

### 電影歌曲
- 昭和残侠伝系列
- 兄弟仁義系列
- 関東テキヤ一家系列
- 女囚さそり系列
- 女必殺拳系列
- 吸血鬼ゴケミドロ
- 暴力教室
- 野菊の墓
- 卡美拉對大惡獸基龍
- 卡美拉對大魔獸加卡
- 卡美拉對深海怪獸吉古拉
- 宇宙怪獸卡美拉

### 歌謠
- 旅の終りに（作詞：立原岬、歌唱：冠二郎）